# Nemzetközi gazdasági tilalom megszegése
A nemzetközi gazdasági tilalom megszegése a közbiztonság elleni bűncselekmények csoportjába tartozó bűncselekmény, mely a nemzetközi jogi kötelezettségeken nyugvó embargók, pénzügyi tilalmak, behozatali és kiviteli előírások betartását szolgálja.

## Korábbi magyar szabályozás
2013. július 1-ig az előző büntető törvénykönyv a 261/A. §-a szabályozta:
(1) Aki a Magyar Köztársaság nemzetközi jogi kötelezettsége alapján kihirdetett, illetve az Európai Közösséget létrehozó szerződés 60. cikke alapján elfogadott rendeletekben, illetve e rendeletek felhatalmazása alapján elfogadott rendeletekben vagy határozatokban, valamint az Európai Uniót létrehozó szerződés 15. cikke alapján elfogadott tanácsi közös álláspontokban elrendelt
a) a pénzeszközök, egyéb vagyoni értékek vagy gazdasági erőforrások zárolására vonatkozó kötelezettségét,
b) gazdasági, kereskedelmi vagy pénzügyi tilalmat,
c) behozatali vagy kiviteli tilalmat megszegi, bűntettet követ el, és öt évig terjedő szabadságvesztéssel büntetendő.
(2) A büntetés két évtől nyolc évig terjedő szabadságvesztés, ha a nemzetközi gazdasági tilalom megszegését
a) erőszakkal,
b) hivatalos személyként követik el.
(3) A büntetés öt évtől tíz évig terjedő szabadságvesztés, ha a nemzetközi gazdasági tilalom megszegését
a) lőfegyver, lőszer, robbanóanyag, robbantószer vagy ezek felhasználására szolgáló készülék, vagy egyéb katonai célú felhasználásra szánt termék kereskedelmével összefüggésben,
b) fegyveresen követik el.
(4) Aki nemzetközi gazdasági tilalom megszegésére irányuló előkészületet követ el, bűntett miatt három évig terjedő szabadságvesztéssel büntetendő.
(5) Aki hitelt érdemlő tudomást szerez arról, hogy nemzetközi gazdasági tilalom megszegése készül, vagy még le nem leplezett ilyen bűncselekményt követtek el, és erről a hatóságnak, mihelyt teheti, jelentést nem tesz, vétséget követ el, és két évig terjedő szabadságvesztéssel büntetendő. A feljelentés elmulasztásáért az elkövető hozzátartozója nem büntethető.
(6) E § alkalmazásában – ha a nemzetközi jogi kötelezettség alapján a kötelezettséget, illetve tilalmat kihirdető jogszabály eltérően nem rendelkezik -
a) pénzeszközön, egyéb vagyoni értéken és gazdasági erőforráson a terrorizmus leküzdése érdekében egyes személyekkel és szervezetekkel szemben hozott különleges korlátozó intézkedésekről szóló, december 27-i 2580/2001/EK tanácsi rendelet 1. cikk 1. pontjában meghatározott eszközöket,
b) pénzeszközök, egyéb vagyoni értékek vagy gazdasági erőforrások zárolásán a terrorizmus leküzdése érdekében egyes személyekkel és szervezetekkel szemben hozott különleges korlátozó intézkedésekről szóló, december 27-i 2580/2001/EK tanácsi rendelet 1. cikk 2. pontjában meghatározottakat,
c) az (1) bekezdés c) pontjában meghatározott tilalmon az egyes, a halálbüntetés, a kínzás vagy más kegyetlen, embertelen vagy megalázó bánásmód vagy büntetés során alkalmazható áruk kereskedelméről szóló, 2005. június 27-i 1236/2005/EK tanácsi rendelet II. mellékletében meghatározott árukra vonatkozó behozatali vagy kiviteli tilalmat kell érteni.

### Embargó
Nemzetközi jogi kötelezettségen alapuló gazdasági, kereskedelmi vagy pénzügyi tilalmat (embargó) kötelezően az Egyesült Nemzetek Biztonsági Tanácsa (ENSZ BT) rendelhet el határozataiban, illetve az Európai Unióhoz történt csatlakozással a Magyar Köztársaságra nézve kötelező embargót már nem csak a BT, hanem az Európai Unió Tanácsa is elrendelhet rendeleti úton.

### Elkövetési magatartás
A bűncselekmény elkövetési magatartásai nemzetközi jogi kötelezettségen alapuló pénzeszközök, egyéb vagyoni értékek vagy gazdasági erőforrások zárolásának megszegése, illetve gazdasági- kereskedelmi- vagy pénzügyi tilalmak vagy behozatali- vagy kiviteli tilalmak megszegése.

### Feljelentés elmulasztása
Ha valakinek tudomása van arról, hogy nemzetközi gazdasági tilalom megszegése készül, vagy még le nem leplezett ilyen bűncselekményt követtek el, és erről a hatóságnak nem tesz feljelentést, akkor bűncselekményt követ el. Megjegyzendő, hogy hozzátartozói ellen senki sem köteles feljelentést tenni.

## Jelenlegi magyar szabályozás
A 2013. július 1-jétől hatályos büntető törvénykönyvben a 327. § foglalkozik a nemzetközi gazdasági tilalom megszegésével.